# Amplexidiscus fenestrafer
Amplexidiscus fenestrafer är en korallart som beskrevs av Dunn och Hamner 1980. Amplexidiscus fenestrafer ingår i släktet Amplexidiscus och familjen Discosomatidae. Inga underarter finns listade i Catalogue of Life.

## Bildgalleri

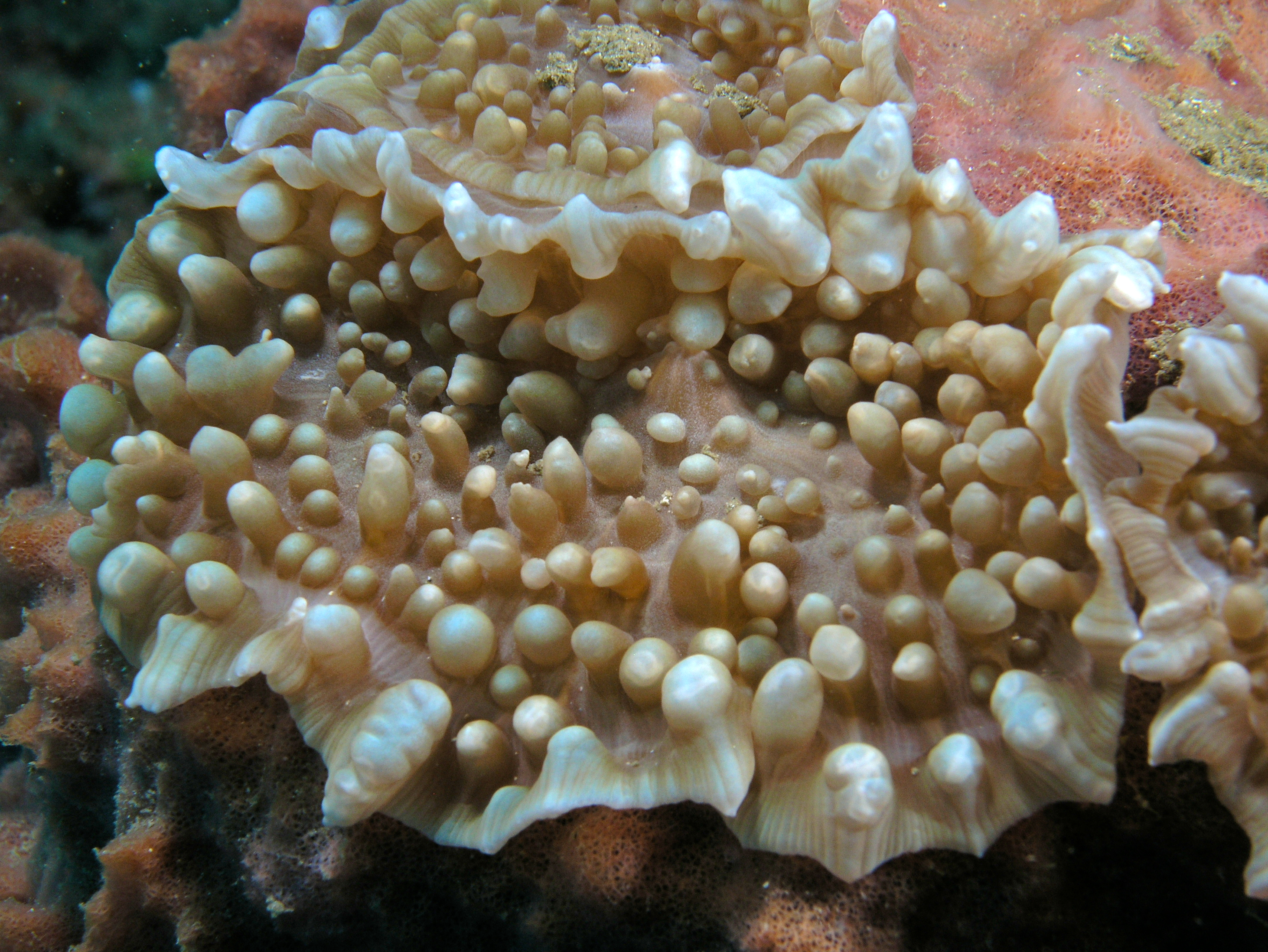
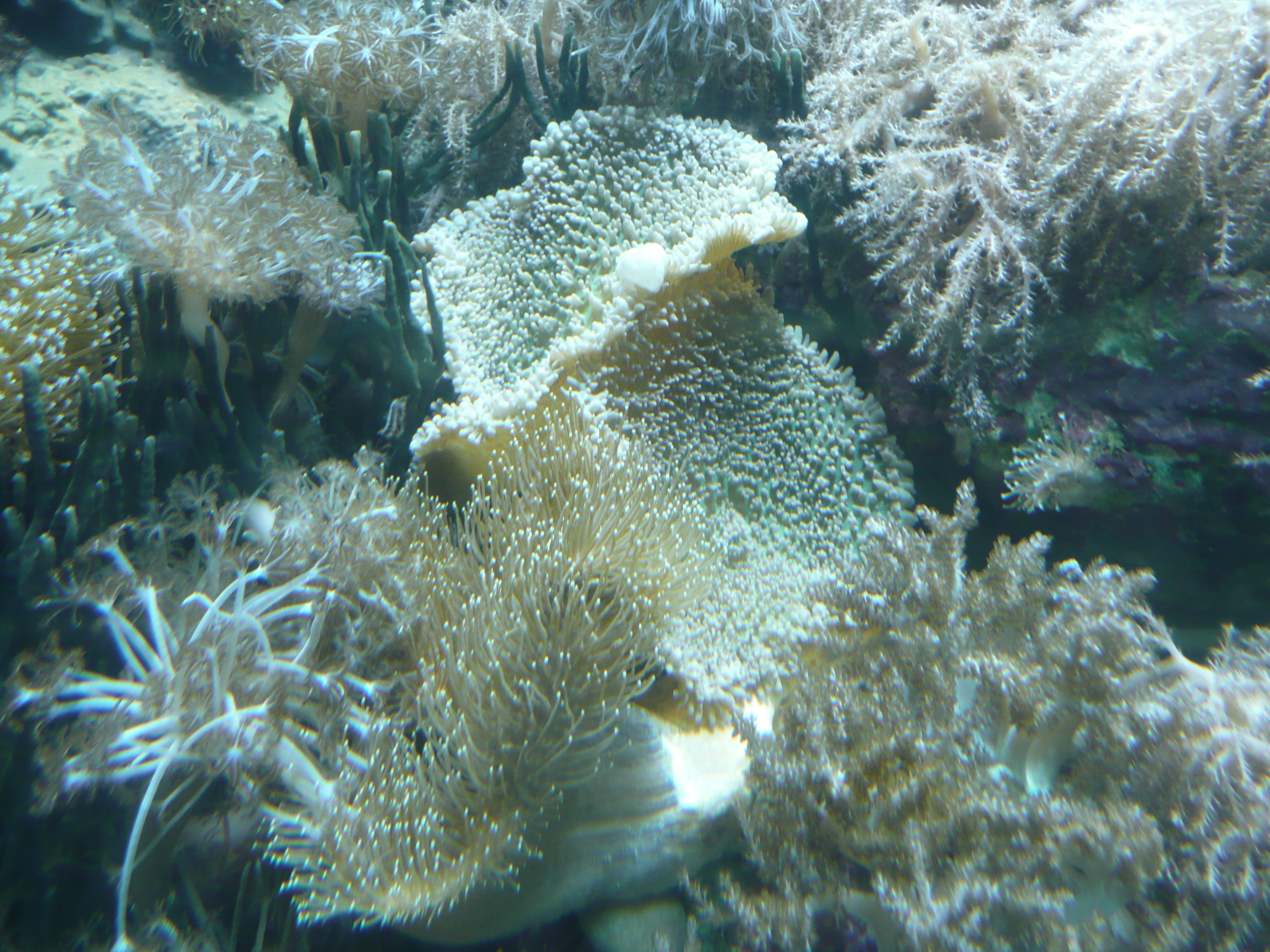
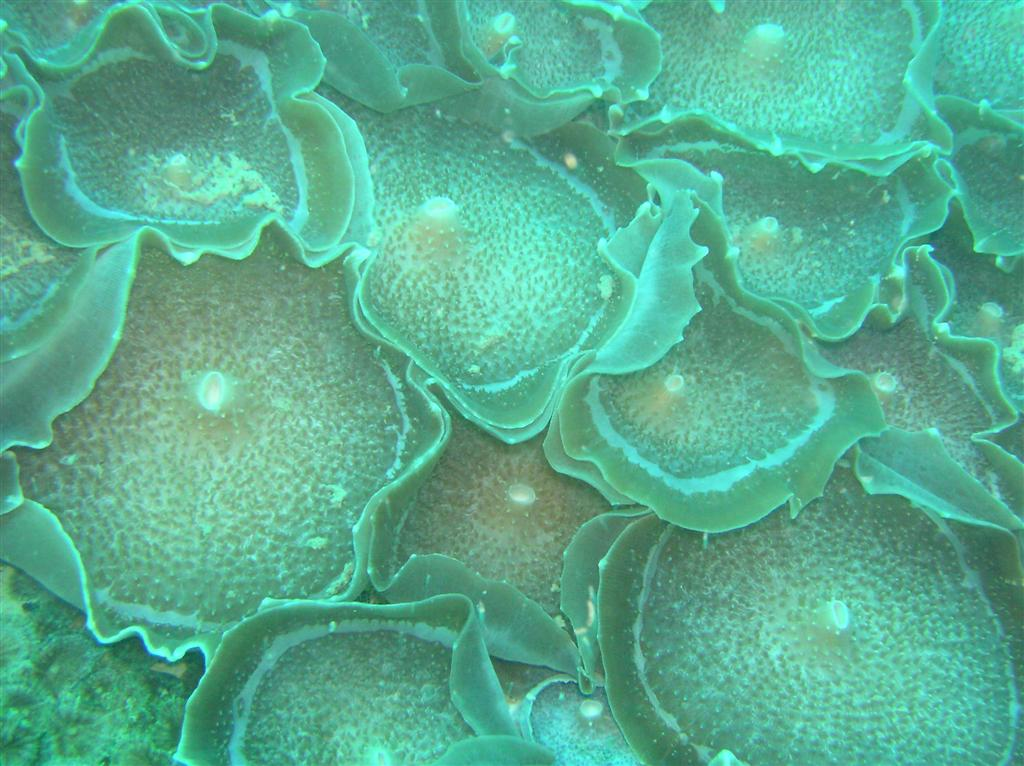